# Пинг-понговая дипломатия
«Пинг-понговая дипломатия» — обмен игроков в настольный теннис между Китаем и США в 1971—1972 годах. Подготовку к визиту Никсона в КНР осуществляли американские дипломаты, секретно посещавшие Китай с командой по настольному теннису.

## История

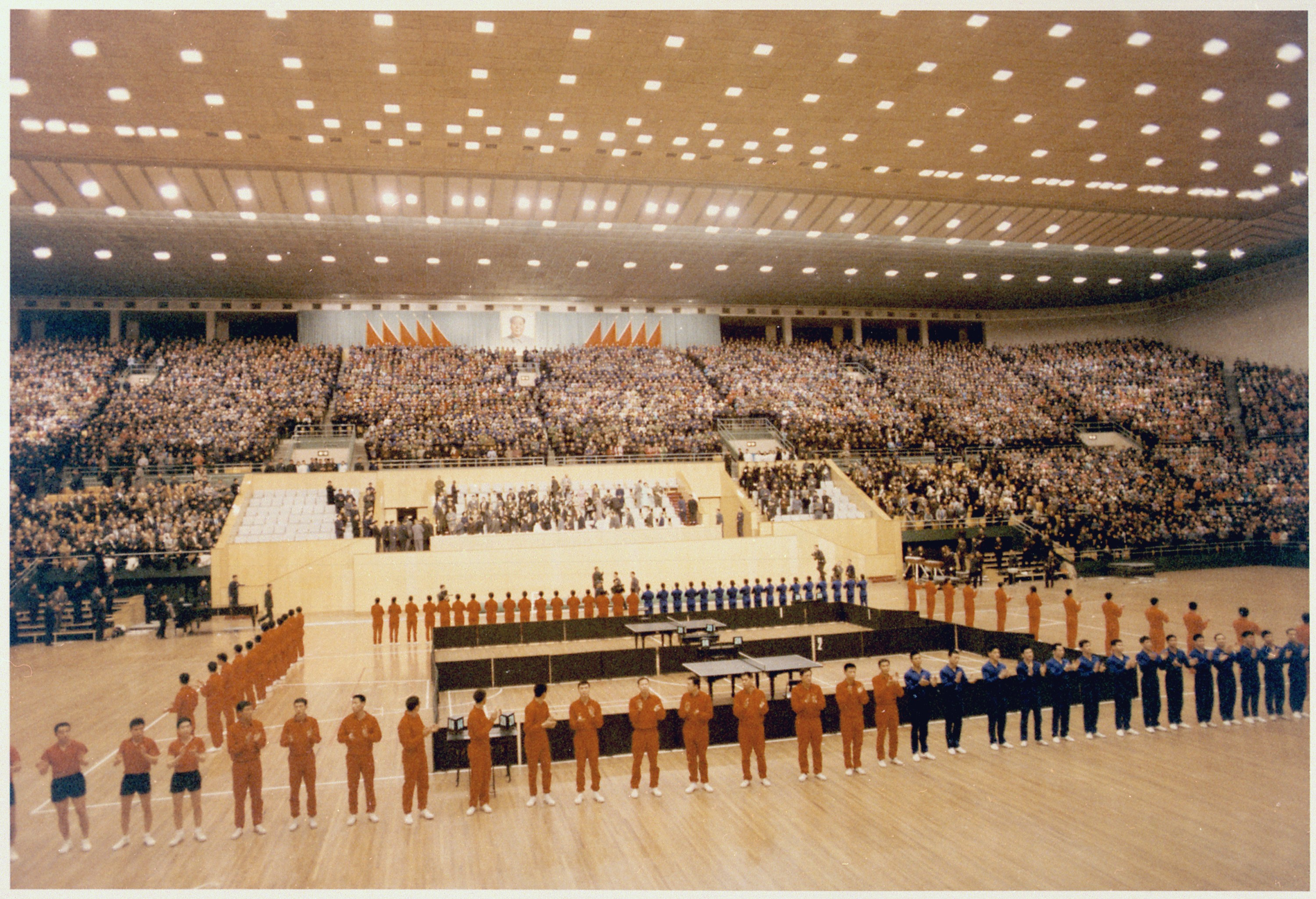
Президент США Никсон на атлетическом форуме в Пекине, 1972 год

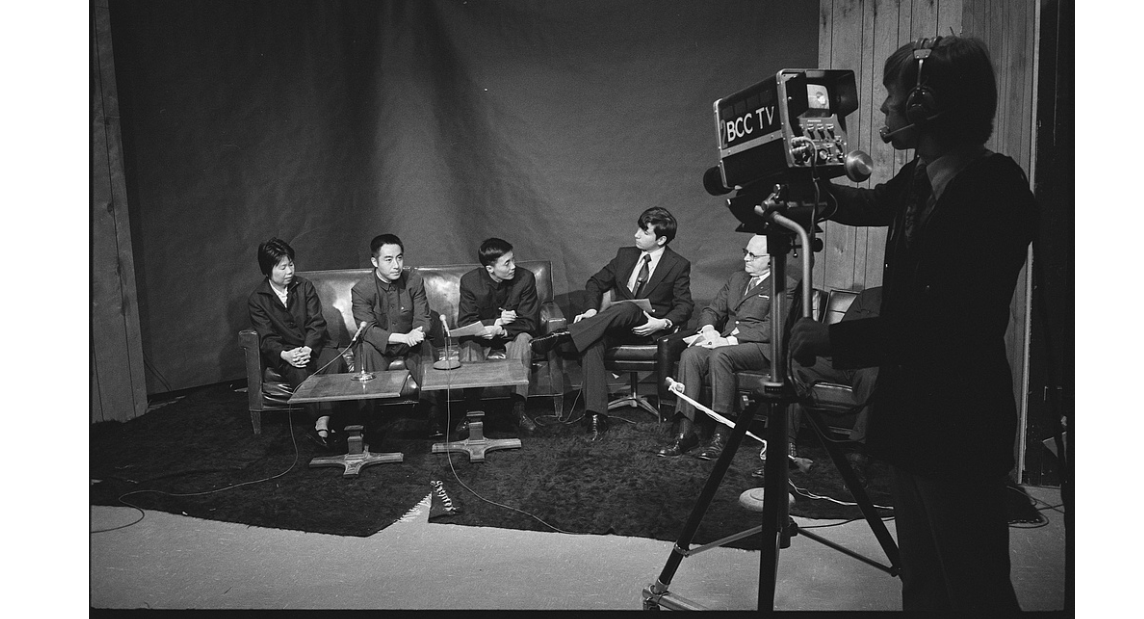
Сборная команда Китая на телевизионной студии в США

Во время пребывания команды США по настольному теннису в Японии (в это время там проходил чемпионат мира), 6 апреля 1971 года, ими было получено приглашение посетить Китай. С первых лет существования КНР спорт играл важную роль в международных отношениях. 12 апреля 1971 года команда и сопровождающие её журналисты стали первой американской спортивной делегацией, посетившей Пекин с 1949 года. Мероприятие проходило при поддержке Национального комитета американо-китайских отношений. Непосредственно перед визитом команды по настольному теннису, 11 американцев были допущены в КНР на одну неделю, так как они открыто заявляли о своей принадлежности к «Партии чёрных пантер», и Китай воспринимал эту международную организацию как борцов за соблюдение прав человека.
Это было необычно, учитывая то, что высокопоставленные граждане США, такие как, например, сенатор Юджин Маккарти, интересовались посещением Китая после выборов 1968 года, однако не могли получить одобрение на самом высоком уровне.

## В XXI веке
На Чемпионате мира по настольному теннису 2018 года женские команды Южной и Северной Кореи должны были играть друг против друга в стадии четвертьфинала, но игра не состоялась. Соперницы вышли на матч, пожали друг другу руки, поздравили с выходом в финальную часть чемпионата мира, и анонсировали, что в полуфинале будет играть Объединенная команда Кореи, как это уже было один раз 27 лет назад. Тогда Объединенная команда Кореи на Чемпионате мира 1991 года победила в финале китайскую команду и завоевала золото. Международная федерация настольного тенниса одобрила объединение команд прямо в ходе турнира.
На этапе «2018 ITTF World Tour» Korea Open в разряде смешанных пар одержала победу пара объединенной Северной и Южной Кореи Cha Hyo Sim и Чан Уджин, а впоследствии они завоевали право участвовать в «ITTF World Tour Grand Finals». Некоторые журналисты назвали эти события новой главой «пинг-понговой дипломатии».
10 апреля 2021 года в расположенных в Шанхае Музее Международной федерации настольного тенниса и Китайском музее настольного тенниса было отмечено 50-летие пинг-понговой дипломатии между КНР и США.
На чемпионате мира 2021 года в честь 50-летия пинг-понговой дипломатии федерации настольного тенниса КНР и США составили две смешанные пары (в паре участвует один игрок от КНР и один от США) для выступления в смешанном парном разряде (в паре участвуют мужчина и женщина).

## Отражение в культуре
В фильме «Форрест Гамп» главный герой становится одним из членов сборной США по настольному теннису, приехавшей в Китай.